# Ochlerotatus clelandi
Ochlerotatus clelandi is een muggensoort uit de familie van de steekmuggen (Culicidae). De wetenschappelijke naam van de soort is voor het eerst geldig gepubliceerd in 1914 door Taylor.

## Synoniemen
- Aedes (Ochlerotatus) clelandi (Taylor, 1914)
- Culicada clelandi Taylor, 1914